# Resident Evil: Viața de apoi
Resident Evil: Viața de apoi (Resident Evil: Afterlife) este un film de groază științifico-fantastic de acțiune 3D din 2010 regizat de Paul W. S. Anderson. În rolurile principale joacă actorii Milla Jovovich, Ali Larter și Kim Coates.

## Prezentare
Într-o lume devastată de infecția cu virusul-T, care-și transformă victimele în nemorți, Alice (Milla Jovovich) își continuă misiunea sa de a găsi supraviețuitori și de a-i duce în siguranță. Lupta sa pe viață și pe moarte cu corporația Umbrella atinge noi culmi, dar Alice primește un ajutor neașteptat de la un vechi prieten. Apare un conducător nou care promite un loc sigur fără zombi, dar după ce ajung în Los Angeles descoperă că orașul este invadat de mii de nemorți - iar Alice și tovarășii săi sunt pe cale să intre într-o capcană mortală.

## Actori
- Milla Jovovich - Alice
- Ali Larter - Claire Redfield
- Wentworth Miller - Chris Redfield
- Spencer Locke - K-Mart
- Shawn Roberts - Albert Wesker
- Kim Coates - Bennet
- Kacey Barnfield - Crystal
- Norman Yeung - Kim Yong
- Sergio Peris-Mencheta - Angel Ortiz
- Mika Nakashima - J-Pop Girl
- Ray Olubowale - Axeman/ Executioner
- Boris Kodjoe - Luther West
- Fulvio Cecere - Wendell
- Sienna Guillory - Jill Valentine